# XMPlay
XMPlay ist ein Freeware-Audioplayer für Windows, der neben dem typischen Funktionsumfang eine besonders authentische Wiedergabe von Tracker-Audiodateien aufweist, gar als Referenz gilt.

## Überblick
Die seit 1998 von Un4seen Developments entwickelte Software unterstützte zu Beginn einzig das XM-Dateiformat von FastTracker II, woher auch der Name "XMPlay" rührt.
Mittlerweile ist XMPlay in der Lage, weitere Tracker-Dateiformate zu handhaben, wie auch heute gängige Musikformate MP3, Ogg Vorbis, AAC, Opus, WAV, WMA, sowie exotischere, mittels auf der Website bereitgestellter Plug-ins. Darüber hinaus können die Möglichkeiten durch die Plug-ins des Winamp-Audioplayers zusätzlich erweitert werden.
XMPlay ist eine sehr mächtige und vergleichsweise schlanke Software; das gesamte Paket umfasst weniger als 390 KB (Version 3.8.5). Es handelt sich um portable Software, sie muss also nicht installiert werden.
Die Software bietet auch weitere, für einen Audioplayer typische Funktionen, beispielsweise den Empfang von Internetradio, das Organisieren von Musikdateien in Wiedergabelisten oder die Visualisierung von Tönen mittels in Echtzeit generierter Animationen. 
Weiterhin bietet XMPlay  unterbrechungsfreie Wiedergabe zwischen zwei Dateien, direktes Abspielen aus Archiven, Netzwerk-Streaming und vieles andere.
Die Optik kann mittels Skins angepasst werden.

## Engine
XMPlays Engine zur Verarbeitung von Audiodateien wird von den Entwicklern auch als separate Programmbibliothek unter dem Namen BASS bzw. BASSMOD (einzig für Trackerdateien) oder BASSASIO (für Steinbergs ASIO-Protokoll) bereitgestellt. Diese Bibliotheken können auch unter Nicht-Windows-Betriebssystemen verwendet werden, für nicht-kommerzielle Nutzung ebenfalls kostenlos (mit Ausnahme von BASSMOD, für den nie eine Lizenz erworben werden muss). Für den Unix-Audio-Player X Multimedia System steht von offizieller Seite ein auf BASSMOD-basierendes Plugin zur Verfügung.